# Kistefos Træsliberi

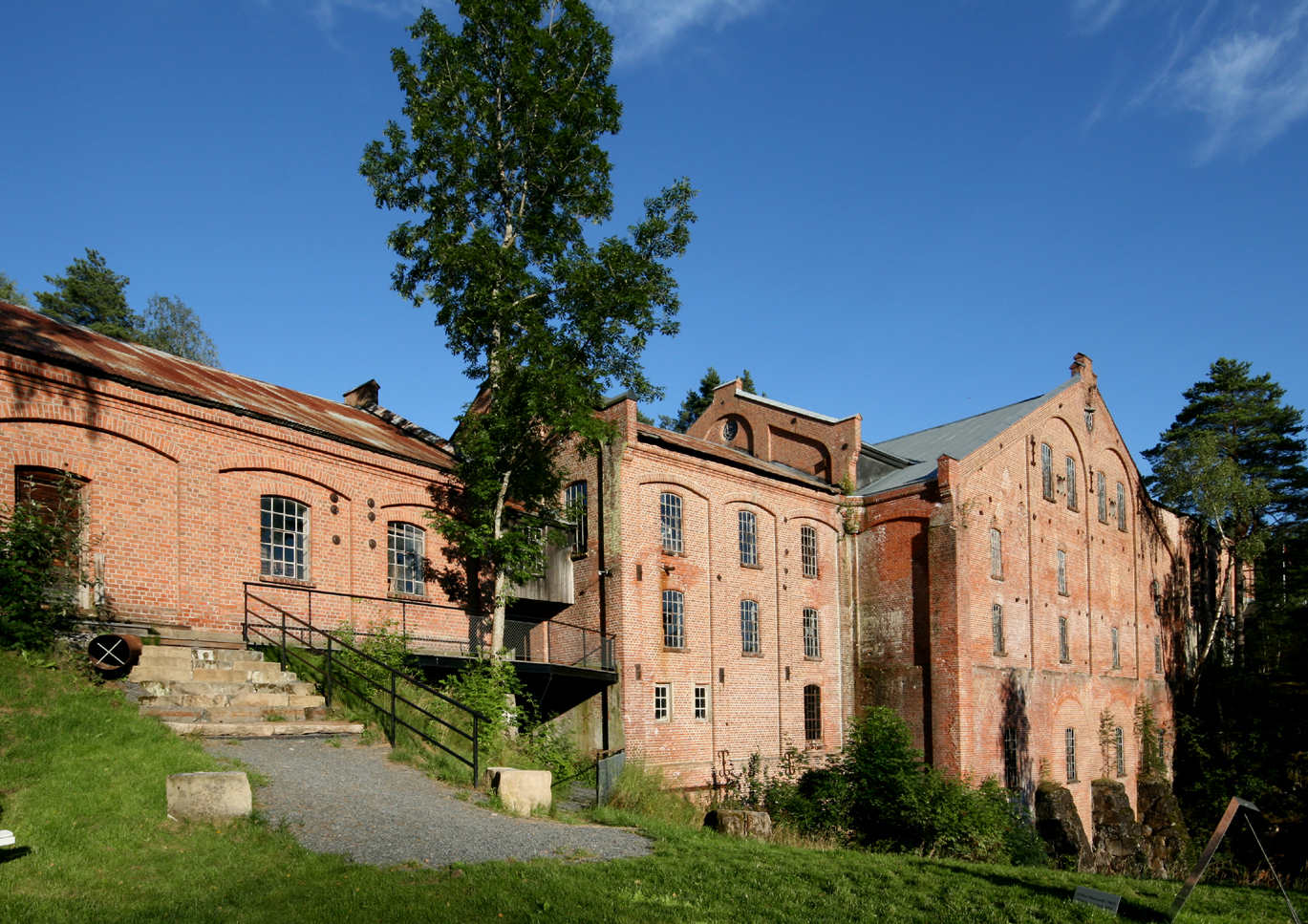
Die ehemalige Holzmühle Kistefos Træsliberi ist heute ein Industriemuseum und Mittelpunkt eines Skulpturenparks.

Die Kistefos Træsliberi („Kistefos Holzschleiferei“) ist eine ehemalige Holzmühle in der südnorwegischen Provinz (Fylke) Akershus in der Kommune Jevnaker.
Sie steht am Kistefoss, einem Wasserfall der Randselva, des Flusses, der am Südende des Randsfjordsees bei Jevnaker bei einer Höhe über dem Meeresspiegel von gut 130 m beginnt und durch Hadeland, eine der traditionellen Landschaften (Distrikter) Norwegens, in südliche Richtung nach Hønefoss fließt.

## Geschichte
Der Gründer der Kistefos Træsliberi, Konsul Anders Sveaas (1840–1917), war ein Unternehmer mit ausgeprägtem Geschäftssinn. Er erwarb im späten 19. Jahrhundert die Fallrechte am Kistefoss sowie ein Grundstück hier und errichtete Fabrikgebäude für seine 1889 gegründete Aktiengesellschaft zur Holzverarbeitung, die A/S Kistefos Træsliberi, deren Hauptaktionär er selbst war. Die Holzmühle diente zur Herstellung von Zellstoff, wobei das Holz aus großen eigenen Waldgrundstücken kam, die ab der Jahrhundertwende erworben worden waren, und der benötigte elektrische Strom aus der Wasserkraft des Kistefoss-Wasserfalls gewonnen wurde.
Im Jahr 1955 wurde die Zellstoffproduktion eingestellt. Das Werksgelände beherbergt heute das Kistefos-Museum. Die Kistefos Træsliberi ist nun ein Industriedenkmal und Mittelpunkt eines weitläufigen Skulpturengartens, des Kistefos-Museets skulpturpark. Hierzu gehört das moderne Museumsgebäude The Twist, das zugleich als Brücke über die Randselva dient.
Die heutige Kistefos Træsliberi AS (Aksjeselskap entspricht Aktiengesellschaft AG) ist ein norwegischer Industrie-, Forst- und Finanzkonzern mit Sitz in Dokka. Die Gruppe hat etwa vierzig Mitarbeiter, die vom Haupteigner Christen Sveaas, einem Nachkommen des Gründers, geleitet werden, und befasst sich mit der Bewirtschaftung von 176.000 Hektar Wald rund um den Randsfjordsee und dessen Weiterverarbeitung, beispielsweise zu Möbeln und Einrichtungsgegenständen. Sie ist zugleich Hauptsponsor des Kistefos-Museums.